# Bitwa pod Ochmatowem (1655)
Bitwa pod Ochmatowem – jedna z najkrwawszych bitew podczas wojny polsko-rosyjskiej (1654–1667).

## Geneza
20-tysięczna armia polska pod wodzą hetmana wielkiego koronnego Stanisława „Rewery” Potockiego i hetmana polnego koronnego Stanisława Lanckorońskiego, posiłkowana przez 15–20 tysięcy Tatarów krymskich, po początkowych sukcesach w walce z 41–46 lub 50-tysięczną armią rosyjsko-kozacką dowodzoną przez Bohdana Chmielnickiego oraz rosyjskich wojewodów Wasyla Szeremietiewa i Wasyla Buturlina, pozwoliła wymknąć się przeciwnikowi z okrążenia. Całkowite straty rosyjsko-kozackie wyniosły prawdopodobnie 9 tysięcy ludzi, zdobyto około 21 armat, lecz wskutek silnego mrozu Polacy zmuszeni byli przerwać operację.

## Przebieg bitwy
Armia rosyjsko-kozacka dowodzona przez Chmielnickiego, Szeremietiewa i Buturlina szła na odsiecz obleganemu przez armię koronną Humaniowi. Gdy dowodzący wojskami polskimi hetmani koronni Stanisław „Rewera” Potocki i Stanisław Lanckoroński dowiedzieli się o marszu Rosjan i Kozaków, zwinęli oblężenie i wspólnie z posiłkującą ich armią tatarską wyszli im na spotkanie. Część wojsk polskich pod wodzą rotmistrza Szemberga pozostawiono dla pilnowania osaczonej w Ochmatowie grupy osłonowej Martyna Puszkarenki, liczącej 2 tysiące żołnierzy. Natomiast główne siły wyruszyły 29 stycznia w kierunku północnym. Cała armia polsko-tatarska maszerowała w rozwiniętym szyku bojowym. Tyły sił polskich osłaniane były przez tabor, natomiast na prawym skrzydle posuwali się Tatarzy. Nadchodzące z przeciwka wojska rosyjsko-kozackie szły w szyku taborowym.
Na początku doszło do starć jazdy polskiej i Tatarów z konnicą rosyjską i kozacką, zakończonych sukcesem Polaków i Tatarów, dzięki czemu stojące w taborze wojska rosyjsko-kozackie utraciły osłonę swych skrzydeł. Po osaczeniu wrogich sił, polska piechota, jazda i artyleria, współdziałając ze sobą, doprowadziły do stworzenia wyłomu w taborze rosyjsko-kozackim. Chociaż chwilowo zapowiadało to klęskę podobną do beresteckiej, to rozpaczliwy kontratak Chmielnickiego uratował Rosjan i Kozaków od katastrofy. Pod osłoną ognia artyleryjskiego z 4 ocalałych dział (resztę zdobyli Polacy podczas szturmu) Chmielnicki przesunął tabor w kierunku wzgórz glinkowskich.
W dniach 30 i 31 stycznia Rosjanie i Kozacy przeprowadzili dwie wycieczki, które jednak odparto. Tegoż dnia oblegani wysłali osobnych posłów: jednego do Polaków, drugiego do Tatarów. Wysłany do wojsk polskich miał zaproponować rozpoczęcie rokowań, tylko dla zmylenia przeciwnika. Natomiast drugi poseł dotarł do Tatarów, a skutki jego misji stały się znane Polakom dopiero w poniedziałek 1 lutego. Wynikiem było nakłonienie Tatarów do wypuszczenia sił rosyjsko-kozackich – prawdopodobnie za odpowiednim wynagrodzeniem. Rankiem 1 lutego Chmielnickiemu udało się przebić do Ochmatowa i oswobodzić Puszkarenkę. Po tym sukcesie wycofał się na Buki. Pozbawieni pomocy tatarskiej Polacy nie zdołali zatrzymać marszu taboru rosyjsko-kozackiego.
Postawa Tatarów na zakończenie działań każe przypuszczać, że pod Ochmatowem doszło do podobnej sytuacji jak pod Zborowem w 1649. O ile jednak wówczas postawa Tatarów uratowała przed klęską wojska polskie, to teraz ocalenie zawdzięczał im nieprzyjaciel. Ostatecznie bitwa nie została rozstrzygnięta: strona polsko-tatarska nie zadała druzgocącej klęski przeciwnikowi, natomiast Kozacy i Rosjanie zdołali wyrwać się z pułapki. Po bitwie Potocki z piechotą i artylerią wycofał się do Lwowa, a jazda pod wodzą Stefana Czarnieckiego ruszyła wraz z Tatarami dla pacyfikowania Ukrainy.

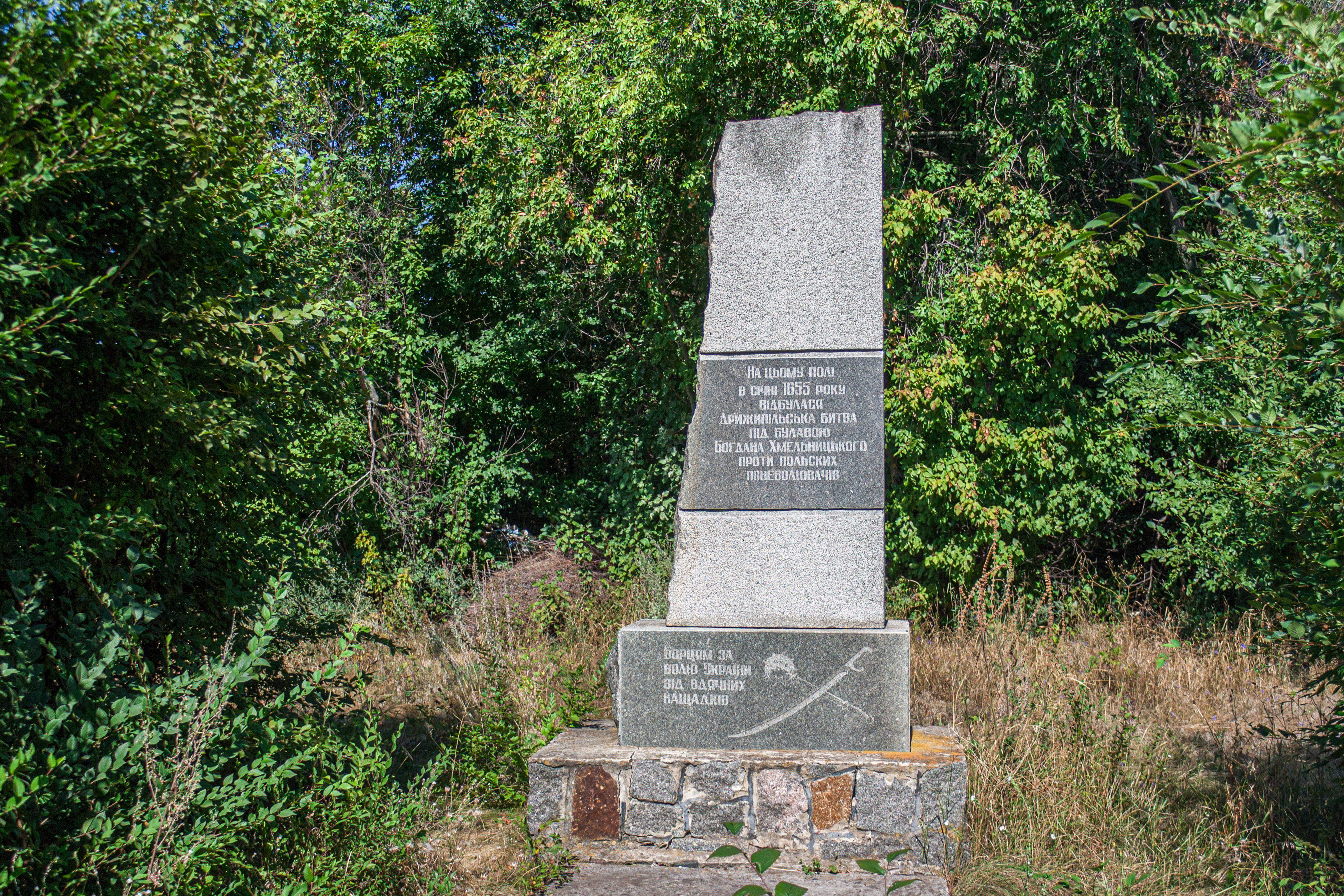
Pomnik w miejscu bitwy